# Naco Zelić
Naco Zelić (Subotica, 5. listopada 1930.). je hrvatski književnik, pravnik, diplomat i publicist iz Vojvodine i skupljač hrvatske usmene narodne baštine iz Bačke. Radio je kao sudac i kao diplomat.
Na Višoj pedagoškoj akademiji u Novom Sadu diplomirao na grupi kemija-fizika (1951.), a na Pravnom fakultetu Sveučilišta u Zagrebu diplomira 1959. godine. 
Radio kao nastavnik na Nepotpunoj gimnaziji u Bajmaku (1952/1953.) i kao ravnatelj Osmogodišnje škole u Tavankutu (1953/1954.), tada škole s hrvatskim nastavnim jezikom. Budući da je etiketiran «kleronacionalistom» napušta prosvjetu i preseljava se u Zagreb gdje tijekom studija prava radi kao knjigovođa (1955/1958.). Nakon povratka u Suboticu (1958.) pravni je referent u tvornici šinskih vozila «Bratstvo» u Subotici (1958/1960.), zatim je sudijski pripravnik (1960/1961.), potom sudac Kotarskog suda i Okružnog suda u Subotici (1961/1973.). 
Značajan je kao jedan od suosnivača Likovne kolonije u Tavankutu. Kad su Ludvig Laslo, Lajčo Evetović, Lajoš Đurči, Žarko Rafajlović i Stipan Šabić odlučili osnovati tu koloniju, Zelić im se pridružio tog 17. rujna 1961. u Tavankutu, u OŠ Matija Gubec, gdje je osnovana kolonija.
Jedna je od žrtava progona hrvatskih proljećara u Subotici. Zbog «djelovanja s pozicija hrvatskog nacionalizma», i kao član Matice hrvatske u Zagrebu, razriješen je dužnosti suca Okružnog suda u Subotici (15. ožujka 1973.). Iza toga ponovno se seli u Zagreb, gdje upravni savjetnik u Ministarstvu zdravstva i socijalne zaštite i Ministarstvu rada i socijalne skrbi, te kao tajnik Zavoda za organizaciju i ekonomiku zdravstva u Zagrebu (1973/1992.). Od 1. lipnja 1992. Radi u Ministarstvu vanjskih poslova Republike Hrvatske, a od 16. lipnja 1992. do 30. rujna 1996. savjetnik je za konzularne poslove u Veleposlanstvu Republike Hrvatske u Budimpešti. Nakon toga je umirovljen. 
Radeći kao upravni savjetnik izradio je više zakona i drugih propisa i općih akata, te objavio više stručnih članaka, primjera samoupravnih općih akata i prijedloga rješenja pojedinih pitanja u svezi s primjenom zakona iz područja socijalne zaštite, obiteljsko-pravne zaštite, zdravstvene zaštite, izvršavanja krivičnih i prekršajnih sankcija i mjera i drugih zakona. Sa stručnim radovima i priopćenjima iz navedenih područja sudjelovao je na brojnim savjetovanjima, simpozijima i drugim stručnim skupovima, a sa stručnim priopćenjem Usvojenje djece od stranih državljana sudjelovao je na međunarodnom simpoziju VIIth World Conference Of International Society On Family Law održanom u Opatiji (1991.). Narodne novine u Zagrebu, u ediciji Zbirka pravnih propisa, objelodanile su mu knjigu Zakon o socijalnoj zaštiti iz 1983. s objašnjenjima, uputama i stvarnim kazalom. 
Kao istaknuti pravnik biran je za člana Zakonodavno-pravne komisije Sabora Republike Hrvatske (1991/1992.). Poznat je kao organizator društvenog života Hrvata-Bunjevaca u Subotici. Bio je predsjednik, tajnik i umjetnički voditelj Hrvatskog kulturno prosvjetnog društva «Matija Gubec» u Tavankutu (1965/1972.). Osnivač je i prvi tajnik Hrvatskog kulturno umjetničkog društva «Bunjevačko kolo» u Subotici (1970/1972.). Inicirao je obnovu javne proslave bunjevačkog žetvenog običaja Dužijance i kao potpredsjednik Organizacijskog odbora Dužijance (1968/1972.) organizirao je brojne priredbe u sklopu tih svečanosti, a zaslužan je i za uspješnu obnovu tradicijske proslave bunjevačkog Velikog prela (1970/1971.). Bio je nosilac i drugih aktivnosti bunjevačkih Hrvata u Subotici i organizator je priredbi na kojima su predstavljeni njihovi običaji, kultura i umjetnost. Organizirao je izložbu Bunjevačko ruho u Etnografskom muzeju u Zagrebu (1983.) i sudjelovao je u organiziranju izložbe Iz baštine bačkih Hrvata Bunjevaca u istom muzeju (1998.). Sakupio je brojne poslovice i izreke i manje poznate riječi u govoru bunjevačkih Hrvata u Bačkoj, prdačna imena, imena ukućana i drugo. Sudjelovao je u više radijskih i televizijskih emisija i u dokumentarnim filmovima s prilozima iz bunjevačkog narodnog stvaralaštva i kulture i o osobitostima političkog života Hrvata u Vojvodini. U časopisima, zbornicima i katalozima objavio je sakupljene poslovice i izreke u govoru bunjevačkih Hrvata i članke o jeziku bunjevačkih narodnih pripovjedaka, o slikama od slame, o radu društva Matija Gubec u Tavankutu, o perspektivama i osobitostima političkog života Hrvata u Vojvodini, o božićnim običajima bačkih Hrvata-Bunjevaca i druge članke. Članke je objavio u Hrvatskom iseljeničkom zborniku, Hrvatskoj reviji, Hrvatskoj misli iz Sarajeva i dr. A knjigom Protiv zaborava (Hrvatsko kulturno prosvjetno društvo Matija Gubec Tavankut 1946–1996), Zagreb 2000., obilježio je pedesetu obljetnicu osnivanja i rada toga društva. Sa stručnim radovima je sudjelovao na međunarodnim znanstvenim skupovima održanom u Budimpešti (1999, 2001. i 2005.: Hrvati u Budimu i Pešti, Hrvatski književni jezik: povodom 500. obljetnice nastanka Judite Marka Marulića) te na stručno-znanstvenim skupovima u Subotici (2005. i 2006). Za svoj je rad dobio više nagrada i odličja. Napisao je monografiju o poznatom hrvatskom umjetniku Nesti Orčiću (2007.). Svezak časopisa Matice hrvatske, ogranak Subotica, za književnost, umjetnost i znanost Klasje naših ravni 1. – 2. od 2011. je posvećen devedesetoj godišnjici rođenja Ante Sekulića i osamdesetoj godišnjici rođenja Nace Zelića.
Od 1974. godine ponovi živi u Zagrebu. Uključio se u rad KUD-a Šokadija gdje vodi folklorne sekcije, organizira i vodi tribine, popularne Zagrebačke šokačke divane. Godine 1990. angažirao se u pomoći zemljacima. Radio je na pružanju pomoći Hrvatima izbjeglim iz Vojvodine te isto tako i onima koji su ostali živjeti na svojim pradjedovskim ognjištima u Bačkoj. Predsjedavao Udrugom za potporu bačkim Hrvatima. Aktivan je i danas u hrvatskim kulturnim udrugama i Demokratskome savezu Hrvata u Vojvodini, kao i u hrvatskim kulturnim udrugama. U sklopu Udruge za potporu bačkim Hrvatima sve do kraja 2015. godine ostvario je blizu 50 tribina, filmskih projekcija, izložaba i drugih priredaba na kojima su predstavljeni brojni književnici i drugi kulturni djelatnici bačkih Hrvata i njihova djela. Surađuje na projektu Hrvatskoga akademskog društva iz Subotice, Leksikona podunavskih Hrvata – Bunjevaca i Šokaca, za koji je napisao preko 40 životopisnih i drugih natuknica.
2011. je godine dobio 1. nagradu Ivan Antunović.
Kolovoza 2011. u izdanju Naklade Stih iz Zagreba objavljena je Zelićeva fotomonografija »Slikovali smo se«. Prikazuje nošnju bunjevačkih Hrvata s područja koje pripadnici ove subetničke skupine nastanjuju u Vojvodini i Mađarskoj: Subotica i okolna naselja – Bajmak, Bikovo, Đurđin, Tavankut, Žednik i drugi; Sombor i okolna naselja i salaši – Čonoplja, Lemeš, Nenadić salaši i drugi; Baja i okolna sela i salaši – Bački Aljmaš, Čavolj, Čikerija, Gara, Kaćmar i drugi, te naselja u peštanskoj regiji – Erčin i Tukulja. Fotomonografija vremenski obuhvaća slike snimljene od sedamdesetih godina 19. stoljeća do sedamdesetih godina 20. stoljeća. Posebnu cjelinu monografije su fotografije naivne slikarice iz Subotice Cilike Dulić Kasibe te posebni koji se bavi narodnim nošnjama bunjevačkih Hrvata na slikama likovnih umjetnika – Martina Džavića, Sándora Oláha, Cilike Milanković, Ivana Balaževića, Cilike Dulić Kasibe, Marije Vojnić te slamarki Ane i Teze Milodanović i Jozefe Skenderović. Protagonist je dokumentarnog filma Branka Ištvančića Od zrna do slike iz 2012. godine.
2013. godine trebao je biti proglašen za počasnog građanina Subotice. Subotička gradska skupština odbila je to jer je u kandidaturi navedeno da se zalagao za očuvanje imena i tradicije bunjevačkih Hrvata u Vojvodini. Odbijanje je bilo zbog vijećnika iz nehrvatske opcije Bunjevaca, kojima je naziv "bunjevački Hrvat" nešto nedopustivo. Vodstvo hrvatske manjine naglasilo je vlastitu duboku uznemirenost što se odbija kandidatura Nace Zelića, koji je njihov prijedlog, i što se bunjevačkim Hrvatima na sjeveru Vojvodine nastavlja zabranjivati isticanje svoje pripadnosti te da argumenti koji su korišteni radi osporavanja moralnoga i profesionalnog digniteta Nace Zelića podsjećali na ono čega su Hrvati u Vojvodini bili svjedoci devedesetih godina. Među najglasnijim protivnicima bili su i vijećnici Srpske napredne stranke (SNS) koji su se tih mjeseci utrkivali u posjetama Zagrebu kako bi svjedočili svoju navodnu proeuropsku orijentaciju. Iznenađujuće je i što za prijedlog nije glasovala ni vijećnica Hrvatskog nacionalnoga vijeća (HNV) Josipa Ivanković. Sve do te godine prijedlozi hrvatske manjine za visoka gradska priznanja uvažavani su u subotičkoj gradskoj skupštini.
Gostovao je na trinaestoj tribini Nacionalne i sveučilišne knjižnice u Zagrebu održanoj 26. siječnja 2016. u sklopu Zbirke inozemne Croatice, trinaestu iz ciklusa tribina vezanih uz hrvatske iseljenike, a tribinu je vodila Željka Lovrenčić.

## Djela
- Protiv zaborava, (Hrvatsko kulturno prosvjetno društvo «Matija Gubec» u Tavankutu 1946. – 1996.), Zagreb 2000.
- Nesto Orčić: monografija, Subotica, 2007.
- Hrvatsko proljeće i bački Hrvati, Subotica, 2009.
- Publikacije bačkih Hrvata, popis izdanja od 1901. do 2007., Zagreb, 2009.
- Slikovali smo se : stare fotografije : izvor podataka o bunjevačkoj narodnoj nošnji, Zagreb, 2011.
- Petar Šarčević - Naco Zelić: Hrvatska pisana riječ u Bačkoj Hrestomatija, Zagreb, 2015.

## Vanjske poveznice
- [neaktivna poveznica] Naco Zelić, Slikovali smo se   stare fotografije   izvor podataka o bunjevačkoj narodnoj nošnji, prikaz Ljubice Vuković Dulić
- Subotica.info  Arhivirana inačica izvorne stranice od 18. ožujka 2021. (Wayback Machine) Tag Naco Zelić
- YouTube: Naco Zelić Odlazak Matičara sa scene 1972., kanal Nikola Tumbas, deo sajta www.subotica.info
- YouTube: Naco Zelić o obnavljanju Dužijance 1968., kanal Nikola Tumbas, deo sajta www.subotica.info
- Kanal Nikola Tumbas Kanal je deo sajta www.subotica.info i na njemu su uglavnom dokumentovana dešavanja, izjave i aktivnosti posebno gradonačelnika Subotica, kao i ostalih članova gradske samoupraave Subotica. Pored toga kanal prati i deo dešavanja iz domena politike, kulture i umetnosti i iz života Subotičana i okolnih mesta.